# ويليم ألبيرتس
ويليم ألبيرتس (بالإنجليزية: Willem Alberts)‏ هو لاعب اتحاد الرغبي جنوب أفريقي، ولد في 11 مايو 1984 في بريتوريا في جنوب أفريقيا.

## وصلات خارجية
- ويليم ألبيرتس عل موقع إسبنسكروم (الإنجليزية)
- ويليم ألبيرتس على موقع ItsRugby.co.uk (الإنجليزية)